# Велень (Келецеле, Клуж)
Велень, Велені (рум. Văleni) — село у повіті Клуж в Румунії. Входить до складу комуни Келецеле.
Село розташоване на відстані 353 км на північний захід від Бухареста, 43 км на захід від Клуж-Напоки.

## Населення
За даними перепису населення 2002 року у селі проживала 341 особа.
Національний склад населення села:
| Національність | Кількість осіб | Відсоток |
| -------------- | -------------- | -------- |
| угорці         | 258            | 75,7%    |
| румуни         | 83             | 24,3%    |

Рідною мовою назвали:
| Мова      | Кількість осіб | Відсоток |
| --------- | -------------- | -------- |
| угорська  | 258            | 75,7%    |
| румунська | 82             | 24,0%    |